# Metrikus idő
A metrikus idő az idő mérésének egyik módszere, amely a metrikus mértékegységrendszert veszi alapul. A metrikus idő alapegysége a másodperc, ehhez a metrikus rendszer szerinti előtagokat (kilo, milli stb.) illesztenek. A metrikus időmérésben nem ismerik a napot, hetet, mivel ezeket nem lehet a metrikus mértékegységek alapján levezetni.
A hagyományos időmérési egységeket, mint a perc, óra, nap, a metrikus rendszer ismeri, de annak nem részei.

## Lásd még
- SI-mértékegységrendszer